# Bod Teréz
Bod Teréz (Karcag, 1926. október 25. – Budapest, 2000. december 28.), névváltozata: Bod Teri, magyar színésznő.

## Életpályája
1926. október 25-én született Karcagon. 1941-től gyors- és gépíróként dolgozott szülővárosában. 1950-től a Nemzeti Színház ösztöndíjasaként végezte el a Színház- és Filmművészeti Akadémiát. 1954-ben a szolnoki Szigligeti Színházban, 1955 és 1957 között az egri Gárdonyi Géza Színházban játszott. 1957 után politikai okokból nem léphetett színpadra. Férjével, Kalmár Andrással Budapestre költözött. 1963 és 1982 között a Vígszínházban játszott, 1982-ben nyugdíjba vonult. 2000. december 28-án hunyt el Budapesten.

## Színházi szerepei
- Sári (Gárdonyi Géza: Annuska)
- Sturmné (Thurzó Gábor: Meddig lehet angyal valaki?
- Julcsa (Molnár Ferenc: Az üvegcipő)
- Kata (Shakespeare: A makrancos hölgy)
- Melinda (Katona József: Bánk bán)
- Koldusasszony (Federico García Lorca: Bernarda Alba háza)
- Sophie (Schiller: Ármány és szerelem)
- Noémi (Jókai Mór: Az aranyember)
- Eva Temple (Tennessee Williams: Orfeusz alászáll)
- Soltészné (Dunai Ferenc: A nadrág)

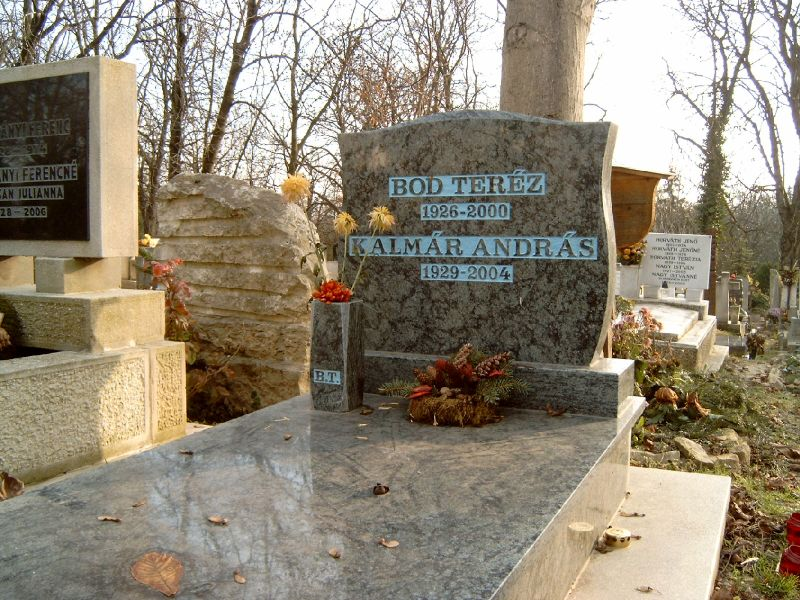
Bod Teréz és Kalmár András sírja a Farkasréti temetőben (25/V-1-72).

## Filmjei

### Játékfilmek
- Kis Katalin házassága (1950)
- Ami megérthetetlen (1954)
- Vörös tinta (1959)
- Hosszú az út hazáig (1960)
- Csutak és a szürke ló (1961)
- Miért rosszak a magyar filmek? (1964)
- Húsz óra (1965)
- Isten hozta, őrnagy úr! (1969)
- Végre, hétfő! (1971)
- Utazás Jakabbal (1972)
- Hölgyválasz
- Makra (1974)
- Kísértet Lublón (1976)
- Angi Vera (1979) (Bod Teri néven)
- Színes tintákról álmodom (1980)
- Fábián Bálint találkozása Istennel (1980)
- Kojak Budapesten (1980)
- Rohanj velem! (1982)
- Cha-Cha-Cha (1982)
- Kettévált mennyezet (1982)
- Ünnepi forgalom (1982)[4]
- Elcserélt szerelem (1984)
- Mata Hari (1985)

### Tévéfilmek
- Rózsa Sándor 1–12. (1971)
- Irgalom 1–3. (1973)
- A palacsintás király 1–2. (1973)
- Sólyom a sasfészekben 1–4. (1973)
- Intőkönyvem története (1974)
- Fürdés (1974)
- A peleskei nótárius (1975)
- Robog az úthenger 1–6. (1976)
- Zokogó majom 1–5. (1978)
- Mire megvénülünk 1–6. (1978)
- Dániel 1–6. (1979)
- Kaptam-csaptam (1980)
- Fekete rózsa (1980)
- Családi kör (1981–1990)
- A 78-as körzet (1982)
- Liszt Ferenc 1–16. (1982)
- Appassionata (1982)
- Glória (1982)
- Wagner (1983)
- Linda (1984–1986)
- Anna Karenina (1985)
- A falu jegyzője 1–4. (1986)
- Zsarumeló (1987)
- S.O.S. szobafogság! (1987)
- Nyolc évszak 1–8. (1987)
- Csere Rudi (1988)
- Freytág testvérek (1989)
- Égető Eszter (1989)
- Szomszédok (1989)
- Peches ember ne menjen a jégre… (1990)
- Família Kft. (1991–1994)
- Angyalbőrben (1991)
- Privát kopó (1993)
- Tudni illik, hogy mi illik (1964)